# Landkreis Schongau
Der Landkreis Schongau gehörte zum bayerischen Regierungsbezirk Oberbayern. Bei seiner Auflösung in der Gebietsreform 1972 umfasste der Landkreis 24 Gemeinden.

## Geographie

### Lage
Begrenzt wurde der Landkreis Schongau von zwei markanten Vorbergen der Bayerischen Alpen: dem Auerberg im Westen und dem Hohen Peißenberg im Osten. Die Ursprünge des Landkreises Schongau liegen im ehemaligen wittelsbachischen Hochgericht Schongau, das zeitweise vom Fuchstal im Norden bis Schwangau im Süden reichte. Als Teil des oberbayerischen Pfaffenwinkels beherbergte der Landkreis Schongau die Klosterorte Steingaden und Rottenbuch, den Wallfahrtsort Hohenpeißenberg und die berühmte Wallfahrtskirche in der Wies (Wieskirche). Er war der einzige Landkreis Oberbayerns, der mit einem großen Teil seines Gebiets inklusive der Kreisstadt auf schwäbisches Gebiet westlich des Lechs ausgriff.

### Wichtige Orte
Die einwohnerstärksten Gemeinden waren die Kreisstadt Schongau, Peiting, Hohenpeißenberg, Altenstadt und Steingaden.

### Nachbarkreise
Der Landkreis grenzte 1972 im Uhrzeigersinn im Norden beginnend an die Landkreise Landsberg am Lech, Weilheim in Oberbayern, Garmisch-Partenkirchen, Füssen, Marktoberdorf und Kaufbeuren.

## Geschichte

### Bezirksamt
Das Bezirksamt Schongau folgte im Königreich Bayern 1862 dem flächengleichen Landgericht älterer Ordnung Schongau.
Am 4. August 1865 wechselte die Gemeinde Schwangau vom Bezirksamt Schongau ins Bezirksamt Füssen.
Am 1. November 1874 traten die Gemeinden Mundraching und Stadl zum Bezirksamt Landsberg über.
Anlässlich der Reform des Zuschnitts der bayerischen Bezirksämter trat das Bezirksamt Schongau am 1. Januar 1880 die Gemeinden Buching und Trauchgau an das Bezirksamt Füssen ab.
Am 1. Januar 1913 trat das Bezirksamt Schongau die Gemeinden Kohlgrub und Saulgrub an das Bezirksamt Garmisch ab.

### Landkreis
Am 1. Januar 1939 wurde im Deutschen Reich einheitlich die Bezeichnung Landkreis eingeführt. So wurde aus dem Bezirksamt der Landkreis Schongau.
Am 1. Juli 1972 wurde der Landkreis im Zuge der Gebietsreform in Bayern aufgelöst:
- Die Gemeinde Bayersoien kam zum Landkreis Garmisch-Partenkirchen.
- Die Gemeinden Apfeldorf, Epfach, Kinsau und Reichling kamen zum Landkreis Landsberg am Lech.
- Alle übrigen Gemeinden wurden dem Landkreis Weilheim i.OB zugeschlagen. Der Kreistag des neu geschaffenen Landkreises beschloss, den Namen mit Wirkung vom 1. Mai 1973 in Landkreis Weilheim-Schongau zu ändern.[8]

## Politik

### Landräte
| Amtszeit                                | Landrat            | Partei |
| --------------------------------------- | ------------------ | ------ |
| 1918 bis 1928                           | Karl von Ungelter  |        |
| 1929 bis 1934                           | Wilhelm Wagler     |        |
| 1935 bis 1937                           | Karl Lippmann      |        |
| 1937 bis 1942/1945                      | Ludwig Thoma       |        |
| 1942 bis 1945                           | Joseph Schreiber   |        |
| 1945 bis 1946                           | Xaver Bauer        |        |
| 1. September 1946 bis 31. Dezember 1948 | Franz Josef Strauß | CSU    |
| 1. Januar 1949 bis 1970                 | Gustav Hilger      | CSU    |
| 1970 bis 1972                           | Manfred Blaschke   | CSU    |

Bei der Kreistagswahl am 28. April 1946 unterlag Franz Josef Strauß zwar seinem Gegenkandidaten Josef Hamberger, dieser wurde aber zugleich zum Landrat des Landkreises Augsburg gewählt und trat das Amt in Schongau nicht an. Die Wiederholungswahl am 31. August 1946 konnte Strauß für sich entscheiden.

## Einwohnerentwicklung
| Jahr | Einwohner | Quelle |
| ---- | --------- | ------ |
| 1864 | 19.924    | [ 11 ] |
| 1885 | 18.020    | [ 12 ] |
| 1900 | 20.014    | [ 13 ] |
| 1910 | 22.612    | [ 13 ] |
| 1925 | 22.941    | [ 14 ] |
| 1939 | 24.670    | [ 15 ] |
| 1950 | 38.911    | [ 16 ] |
| 1960 | 37.900    | [ 17 ] |
| 1971 | 42.500    | [ 18 ] |

## Gemeinden
Die 24 Gemeinden des Landkreises Schongau vor der Gemeindereform. Die Gemeinden, die es heute noch gibt, sind fett geschrieben.
| frühere Gemeinde  | heutige Gemeinde | heutiger Landkreis               |
| ----------------- | ---------------- | -------------------------------- |
| Altenstadt        | Altenstadt       | Landkreis Weilheim-Schongau      |
| Apfeldorf         | Apfeldorf        | Landkreis Landsberg am Lech      |
| Bayersoien        | Bad Bayersoien   | Landkreis Garmisch-Partenkirchen |
| Bernbeuren        | Bernbeuren       | Landkreis Weilheim-Schongau      |
| Birkland          | Peiting          | Landkreis Weilheim-Schongau      |
| Böbing            | Böbing           | Landkreis Weilheim-Schongau      |
| Burggen           | Burggen          | Landkreis Weilheim-Schongau      |
| Epfach            | Denklingen       | Landkreis Landsberg am Lech      |
| Hohenfurch        | Hohenfurch       | Landkreis Weilheim-Schongau      |
| Hohenpeißenberg   | Hohenpeißenberg  | Landkreis Weilheim-Schongau      |
| Kinsau            | Kinsau           | Landkreis Landsberg am Lech      |
| Peiting, Markt    | Peiting          | Landkreis Weilheim-Schongau      |
| Prem              | Prem             | Landkreis Weilheim-Schongau      |
| Reichling         | Reichling        | Landkreis Landsberg am Lech      |
| Rottenbuch        | Rottenbuch       | Landkreis Weilheim-Schongau      |
| Sachsenried       | Schwabsoien      | Landkreis Weilheim-Schongau      |
| Schönberg         | Rottenbuch       | Landkreis Weilheim-Schongau      |
| Schongau, Stadt   | Schongau         | Landkreis Weilheim-Schongau      |
| Schwabbruck       | Schwabbruck      | Landkreis Weilheim-Schongau      |
| Schwabniederhofen | Altenstadt       | Landkreis Weilheim-Schongau      |
| Schwabsoien       | Schwabsoien      | Landkreis Weilheim-Schongau      |
| Steingaden        | Steingaden       | Landkreis Weilheim-Schongau      |
| Tannenberg        | Burggen          | Landkreis Weilheim-Schongau      |
| Wildsteig         | Wildsteig        | Landkreis Weilheim-Schongau      |

Landkreis Schongau, Gemeindegrenzenkarte von 1961

Die Gemeinden Fronreiten, Lauterbach und Urspring wurden am 1. April 1939 zur Gemeinde Steingaden zusammengeschlossen.

## Kfz-Kennzeichen
Am 1. Juli 1956 wurde dem Landkreis bei der Einführung der bis heute gültigen Kfz-Kennzeichen das Unterscheidungszeichen SOG zugewiesen. Seit dem 16. September 2013 ist es aufgrund der Kennzeichenliberalisierung wieder im Landkreis Weilheim-Schongau erhältlich.